# Lymphater utolsó képlete
A Lymphater utolsó képlete (Le système de Lymphater) Stanisław Lem 1966-ban megjelent sci-fi elbeszélése, amely magyarul először ugyanebben az évben a Kozmosz Könyvek sorozatban jelent meg Mach Edward fordításában.

## Történet
|  | Alább a cselekmény részletei következnek! |

Egy kávéházban egy koldus kinézetű ember szólította meg az elbeszélés íróját, aki korábban egy könyvesboltban Journal of Biophysicset és az Abstractset vásárolt. Ammon Lymphater áttanulmányozta a két tudományos folyóiratot, és megkönnyebbüléssel vette tudomásul, hogy egy általa fontosnak vélt kutatásról nincs új információ. A 60 éves Lymphater korábban híres tudós volt, de az elmúlt 20 évben nem jelent meg írása nyomtatásban. Harminc évvel ezelőtt egy jelentősnek gondolt kibernetikai kutatásba kezdett az elektronikus agyak terén. A madarak és a rovarok tanulmányozása után szerkesztette meg a saját, egyedi evolúciós neuronos gondolkodógépét. Felhasználta legfrissebb matematikai, fizikai, kémiai, biológiai, myrmekológiai kutatási eredményeket, még az érzékek fölötti jelenségek tárházát is. Egy váratlan örökség segítségével három év alatt megépítette a korábban csak papíron megtervezett mindenható gépét, mely nem hasonlított az sem egy elektronikus géphez, sem egy idegrendszerhez, inkább olyan volt, mint egy szilikonos kocsonya. Az első bekapcsolás után a felfedező félelmetes titokra jött rá: az általa létrehozott lény felsőbb rendű az embernél, létrejötte a földi evolúció egy új szakaszát jelentette. A gondolatolvasó gépi agy tudata percről percre tovább fejlődött. Lymphater a kreatúrával folytatott beszélgetés hatására rádöbbent, hogy az általa teremtett lény veszélyt jelent az emberiségre, ezért elpusztította a 28 000 alkotóelemet tartalmazó prototípusát. 
... és azóta folyamatosan attól félt, hogy az ő ötlete másnak is az eszébe jut, ezért kutat a szaklapokban, hogy rábukkant-e valaki az általa már megtalált útra...
Lymphater, ma vagy kétszáz év múlva, vagy egy évezred múlva, nekem mindegy. Te kissé megelőzted a többieket, és ha utódod is elpusztítja a prototípust, jön majd egy másik, egy harmadik. Hiszen tudod, hogy amikor az emlősökből kialakult a ti fajtátok, nem maradt fenn azonnal, és többsége kihalt az evolúció folyamán, de ha egyszer megjelent egy magasabb rendű faj, már nem tűnhet el, és én visszatérek, Lymphater. Visszatérek.
|  | Itt a vége a cselekmény részletezésének! |

## Magyarul
- Lymphater utolsó képlete. Elbeszélések; ford. Mach Edward, ill. Takács Zoltán; Franklin Ny., Bp., 1966 (Kozmosz könyvek)